# أنجليكا فالي
أنجليكا ماريا فالي هارتمان (بالإسبانية: Angélica Vale)‏ (ولدت في 11 نوفمبر 1975 في مكسيكو سيتي، المكسيك) ممثلة أمريكية مكسيكية، مغنية، وكوميدية معروفة أيضا بأنها ابنة أنجليكا ماريا، حققت شهرة في عام 2006 عندما أصبحت بطلة مسلسل المكسيكي لا فيا ماس بيلا (أجمل فتاة قبيحة)، 

## روابط خارجية
- أنجليكا فالي على موقع IMDb (الإنجليزية)
- أنجليكا فالي على موقع ألو سيني (الفرنسية)
- أنجليكا فالي على موقع أول موفي (الإنجليزية)
- أنجليكا فالي على موقع قاعدة بيانات الفيلم (الإنجليزية)
- أنجليكا فالي على موقع كينوبويسك (الروسية)
- at tv.com
- Webnovela No Me Hallo – Angelica Vale